# دیولاهازا
دیولاهازا (به مجاری:  Gyulaháza) یک منطقهٔ مسکونی در مجارستان است که در سابولچ-ساتمار-برگ واقع شده‌است. دیولاهازا ۲۲٫۰۹ کیلومتر مربع مساحت و ۲٬۰۸۲ نفر جمعیت دارد.